# マクシミリアン・ニク
マクシミリアン・ニク（Maximilian Nicu、1982年11月25日 - ）は、ドイツ・バイエルン州ローゼンハイム出身でルーマニア国籍のサッカー選手、指導者。元ルーマニア代表。ポジションはミッドフィールダー。

## 経歴

### クラブ
共産主義政権のルーマニアからドイツに移住した両親の下、バイエルン州プリーン・アム・キームゼーで生まれた。
2002年、SpVggウンターハヒングで選手としてのキャリアを始めると、FCロートヴァイス・エアフルト、SVヴェーエン、SVヴァッカー・ブルクハウゼンなどのクラブを渡り歩いた。
2007年にブンデスリーガ2部に昇格したばかりのSVヴェーエン・ヴィースバーデンに移籍。6得点11アシストをあげる活躍でチームの2部残留に貢献した
2008年夏、ブンデスリーガのヘルタ・ベルリンがニクの獲得に関心を示し、30万ユーロの金額で移籍。7月31日のUEFAカップ予選のFCニストル・オタチ戦でデビュー。8月17日のアイントラハト・フランクフルト戦でリーグデビューを果たした。リュシアン・ファーヴル監督の下で2シーズンに渡りプレーし、最初のシーズンはリーグ戦の優勝争いに加わるなど4位でシーズンを終えたが、翌2009-10シーズンに2部リーグに降格した。
2010年7月、移籍金ゼロでSCフライブルクへ移籍した。その後、TSV1860ミュンヘン、母国のFCウニヴェルシタテア・クルジュ、キプロスのアリス・リマソールなど複数のクラブを渡り歩いた後、2018年に古巣のウンターハヒングで実質的なキャリアを終えた。

### 代表
2009年、自身の出身地であるドイツではなく、両親の出身地であるルーマニア代表としてプレーすることを決め、同年3月17日にルーマニアの市民権を取得。4月1日のオーストリア代表戦で代表デビューした。その後、ヴィクトル・ピツルカの下で3試合に出場したのに留まり、ピツルカの後任のラズヴァン・ルチェスクの下で招集されることはなかった。

### 引退後
引退後は故郷のTuSプリーン・アム・キームゼーで選手兼任監督を務めており、2021年6月の時点で公式戦4試合に出場している。このほか、スポーツ専門の動画配信サービス・DAZNの解説者を務めている。